# Obscurella
Genre
Synonymes
- Anotus Westerlund, 1883
- Apricana Caziot, 1908
- Cantabrica Raven, 1990
- Crassilabriana Fagot, 1891
- Hidalgoiana Fagot, 1891
- Neglectiana Fagot, 1891
- Nouletiana Fagot, 1891
- Obscura A.J. Wagner, 1897
- Obscuriana Fagot, 1891
- Partiotiana Fagot, 1891[1]

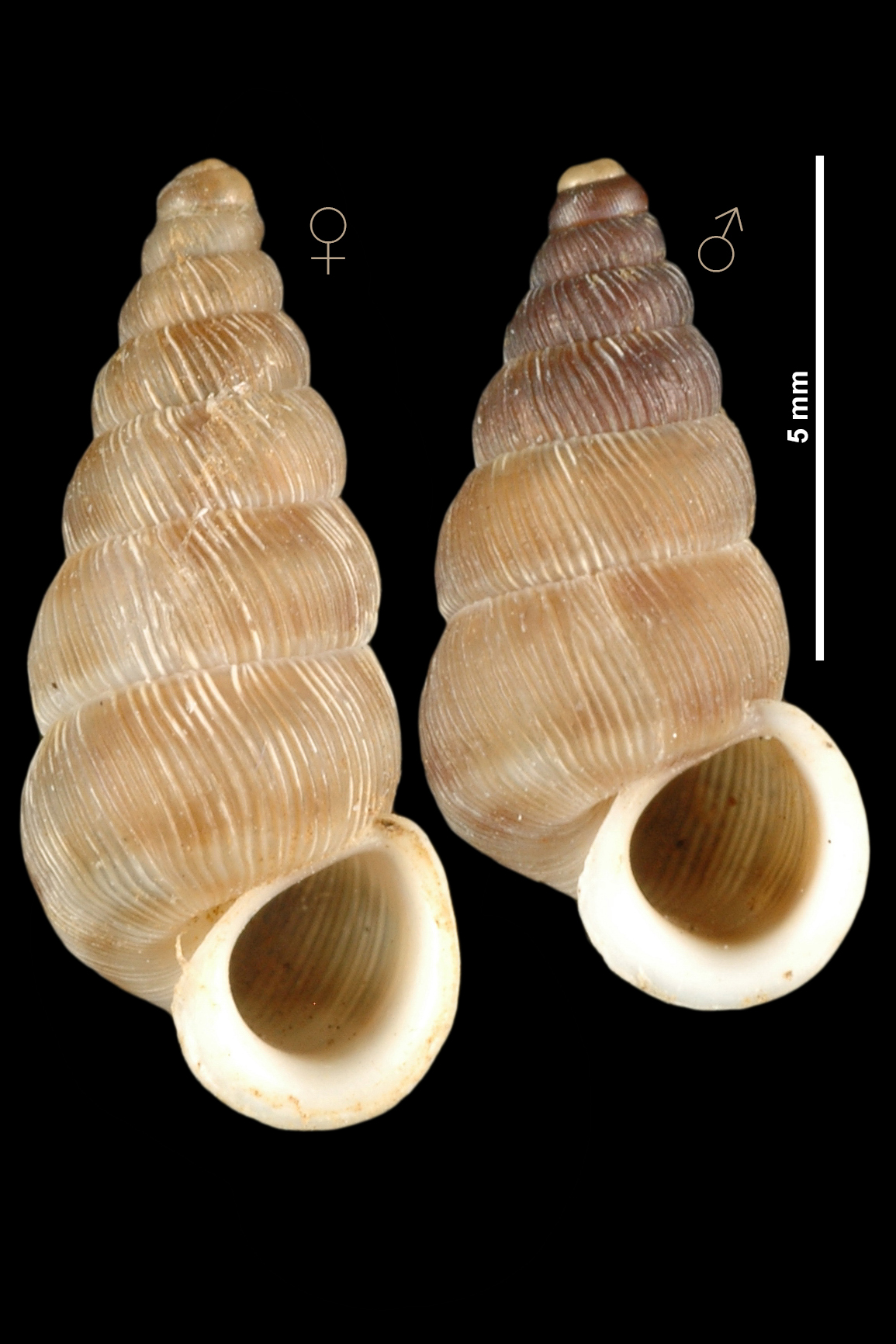
Obscurella aprica

Obscurella est un genre de mollusques gastéropodes terrestres, de la famille des Megalomastomatidae et de la sous-famille des Cochlostomatinae.

## Liste d'espèces
Selon World Register of Marine Species (31 août 2017) :
- Obscurella aprica (Mousson, 1847)
- Obscurella asturica (Raven, 1990)
- Obscurella bicostulata Gofas, 1989
- Obscurella conica (Vallot, 1801)
- Obscurella crassilabrum (Dupuy, 1849)
- Obscurella gigas Gofas & Backeljau, 1994
- Obscurella hidalgoi (Crosse, 1864)
- Obscurella martorelli (Servain, 1880)
- Obscurella nouleti (Dupuy, 1851)
- Obscurella obscura (Draparnaud, 1805)
- Obscurella oscitans Gofas, 1989
- Obscurella partioti (Saint-Simon, 1848)